# Ian (Mondkrater)
Ian ist ein Einschlagkrater mit einem Durchmesser von 1,51 km auf der Mondvorderseite am südlichen Rand des Palus Putredinis, nördlich der kleinen Mondrille Rima Vladimir.
Die namentliche Bezeichnung geht auf eine ursprünglich inoffizielle Bezeichnung auf Blatt 41A3/S1 der Topophotomap-Kartenserie der NASA zurück, die von der IAU 1976 übernommen wurde.